# Cipriano Aguirrezabal Gallastegui
Cipriano Aguirrezabal Gallastegui (Iurreta, Biscaia, 28 de setembre de 1922 - Durango, Biscaia, 30 d'abril de 2001) va ser un ciclista basc, que fou professional entre 1941 i 1950. Durant la seva carrera esportiva aconseguí 24 victòries destacant dues etapes a la Volta a Espanya de 1947 i una a la Volta a Catalunya de 1944.
El seu germà Julián també fou un ciclista professional.

## Palmarès
- 1943
  - Vencedor d'una etapa al Gran Premi Ajuntament de Bilbao
- 1944
  - Vencedor d'una etapa a la Volta a Catalunya
  - Vencedor d'una etapa al Gran Premi Ajuntament de Bilbao
- 1945
  - 1r al Circuit de Getxo
- 1946
  - 1r al Circuit de Getxo
  - 1r del Gran Premi de Saragossa
- 1947
  - Vencedor de 2 etapes a la Volta a Espanya
- 1948
  - 1r del Gran Premi de Bilbao
- 1949
  - 1r a San Antonio de Durango
- 1950
  - 1r a San Antonio de Durango

### Resultats a la Volta a Espanya
- 1946. 12è de la classificació general
- 1947. Abandona. Vencedor de 2 etapes